# 阿賀正美
阿賀 正美（あが まさみ、1903年（明治36年）3月16日 - 1986年（昭和61年）4月9日）は、日本の内務・厚生官僚。最後の官選福島県知事。

## 経歴
佐賀県出身。阿賀末治郎の二男として生まれる。第五高等学校を卒業。1926年、東京帝国大学法学部政治学科を卒業。同年12月、高等試験行政科試験に合格。内務省に入省し、東京府属となる。
以後、厚生省社会保険局監理課長、同体力局企画課長、同人口局管理課長、同局修練課長、山形県内務部長、愛知県部長・警察部長、岩手県内務部長などを歴任。
1947年3月、前任の石原幹市郎が知事選に出馬のため辞任したことに伴い福島県知事に就任。県議会議員選挙、知事選挙などを執行して同年4月に知事を退任。1953年の第3回参議院議員通常選挙に全国区から社会党右派公認で立候補したが落選した。1955年2月の第27回衆議院議員総選挙において静岡2区から社会党右派公認で立候補したが落選した。
その後、東京労働基準局長、全日本労働福祉協会長、緑富士株式会社社長などを務めた。